# Rogério Deslaur
Rogério Deslaur foi Duque de Atenas. Esteve à frente dos destinos do ducado de 1311 até 1312. Foi antecedido por Joana de Chatillon e Seguiu-se-lhe Manfredo de Aragão.